# Darwinia wittwerorum
Darwinia wittwerorum är en myrtenväxtart som beskrevs av Neville Graeme Marchant och Gregory John Keighery. Darwinia wittwerorum ingår i släktet Darwinia och familjen myrtenväxter. Inga underarter finns listade i Catalogue of Life.